# Rosoliwci (przystanek kolejowy)
Rosoliwci (ukr. Росолівці) – przystanek kolejowy w miejscowości Rosoliwci, w rejonie chmielnickim, w obwodzie chmielnickim, na Ukrainie. Położony jest na linii Szepetówka – Starokonstantynów.